# Caius Poppeus Sabinus
Pour les articles homonymes, voir Sabinus.
Caius Poppeus Sabinus est un homme politique et général des débuts de l'Empire romain.
Il est nommé consul en l'an 9 et devient gouverneur de la province impériale de Mésie en l'an 15. En plus de la Mésie, Tibère obtient que Sabinus reçoive les provinces sénatoriales d'Achaïe et de Macédoine.
Il reçoit de l'empereur Tibère la prorogation de son mandat à partir de l'an 16 jusqu'à sa mort. Cela est un évènement novateur dans le paysage politique romain, et a des interprétations différentes : certains suggèrent que, parce qu'il faut nommer souvent des gouverneurs, Tibère en limite ainsi le nombre et les privilèges qui vont de pair, d'autres voient en cela un signe supplémentaire de l'incertitude que montre Tibère, et d'autres pensent que c'est un moyen de supprimer les problèmes de la province pour un long moment en la confiant à un seul homme,.
En l'an 26, il célèbre un triomphe pour ses victoires contre les Thraces. Ceux-ci, qui sont particulièrement fiers, sont contraints de se joindre à l'armée romaine. Après un échec des négociations, la bataille commence et les Romains profitent de l'arrivée de renforts pour obtenir la victoire.
Il meurt en 35 après avoir gouverné ses provinces pendant vingt-quatre ans, Publius Memmius Regulus lui succède. Tacite, dans ses Annales, en donne une brève description :

« À la fin de l'année mourut Poppeus Sabinus, d'une naissance médiocre, honoré, par l'amitié des princes, du consulat et des décorations triomphales, et placé vingt-quatre ans à la tête des plus grandes provinces, non qu'il fût doué de qualités éminentes, mais parce que sa capacité suffisait aux affaires, sans s'élever au-dessus. »

— Tacite, Annales, VI, 39 (Trad. Jean-Louis Burnouf).
Il est le grand-père maternel de Poppée, seconde épouse de l’empereur Néron.